# Heinrich IX. Reuß zu Köstritz (1711–1780)
Heinrich IX. (* 15. September 1711 in Köstritz; † 16. September 1780 in Berlin) war Graf Reuß zu Köstritz. Heinrich IX. ist der Stifter des mittleren reußischen Zweiges Köstritz.

## Leben
Heinrich IX. war ein Sohn des Grafen Heinrich XXIV. und dessen Gemahlin Freiin Eleonore von Promnitz-Dittersbach (1688–1776).
Heinrich absolvierte ein Studium der Staats- und Rechtswissenschaften und begab sich nach seiner Kavalierstour auf die Güter seiner Mutter in Schlesien, wo er ein juristisches Amt annahm. Durch Familienbeziehungen wurde er mit den nachmaligen König Friedrich II. von Preußen bekannt und begann in Berlin eine Tätigkeit als Kammergerichtsrat. 
Von 1762 bis 1769 war Heinrich IX. königlich preußischer Generalpostmeister und Chef des Postwesens. Später stieg er zum dirigierenden Minister, obersten Hofbeamten und engen persönlichen Berater Friedrichs des Großen auf. Heinrich wurde nach seinem Tod in der Berliner Garnisonkirche beigesetzt.

## Nachkommen
Heinrich IX. heiratete am 7. Juni 1743 in Dorth, bei Deventer Gräfin Amalie von Wartensleben und Flodroff (1715–1787), Tochter des Grafen Karl von Wartensleben und dessen Gemahlin Johanna Margarita Huysseman von Cattendyck, Gräfin von Flodroff. Mit ihr hatte er folgende neun Kinder:
- Emilie (1745–1754)
- Sophie (1746–1746)
- Heinrich XXXVII. (1747–1774)
- Heinrich XXXVIII. (1748–1835), Graf Reuß zu Köstritz
- Heinrich XXXIX. (1750–1815) ⚭ Henriette Luise Margarethe Sophie von Knobelsdorff-Oblath (ihre 2. Ehe; vormals mit Heinrich August Friedrich Louis de la Motte Fouqué, Sohn des Heinrich August de la Motte Fouqué)
- Heinrich XLI. (1751–1753)
- Heinrich XLIV. (1753–1832), Prinz Reuß zu Köstritz
- Luise (1756–1807) ⚭ 1792 Freiherr Karl von Knobelsdorff
- Heinrich L. (1760–1764)